# Centre de secours La Monnaie

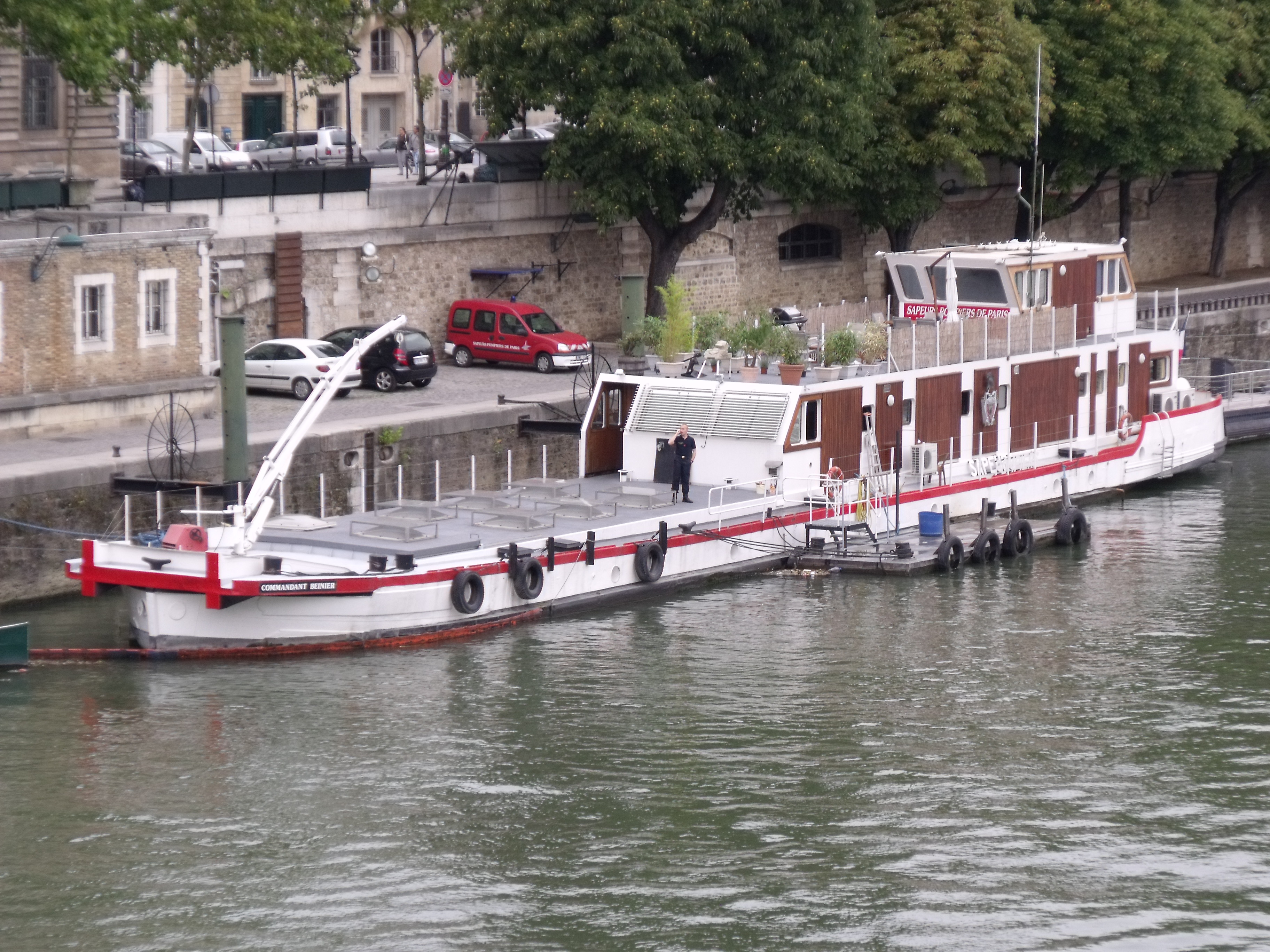
CS La Monnaie

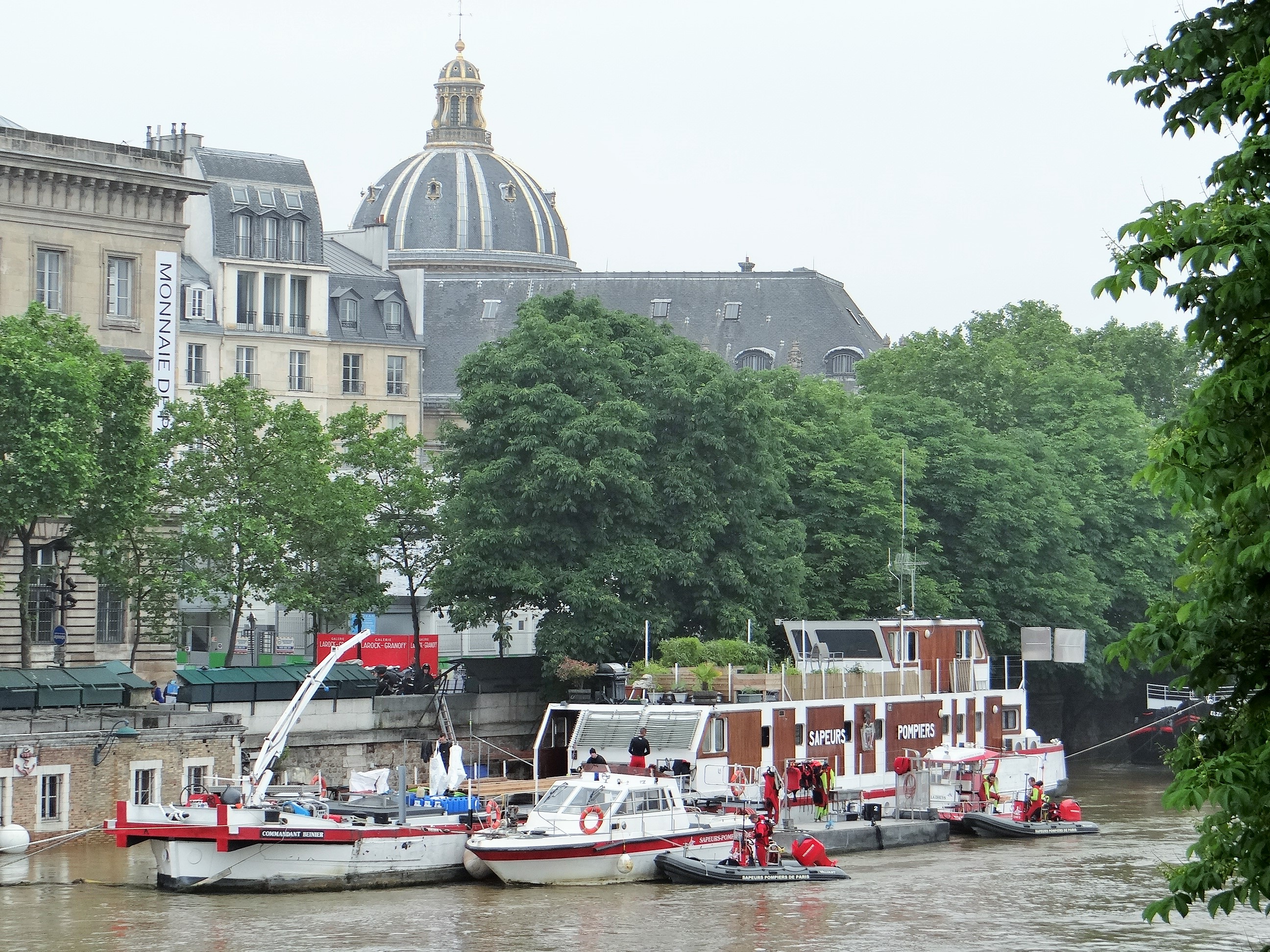
CS La Monnaie durant la crue de juin 2016

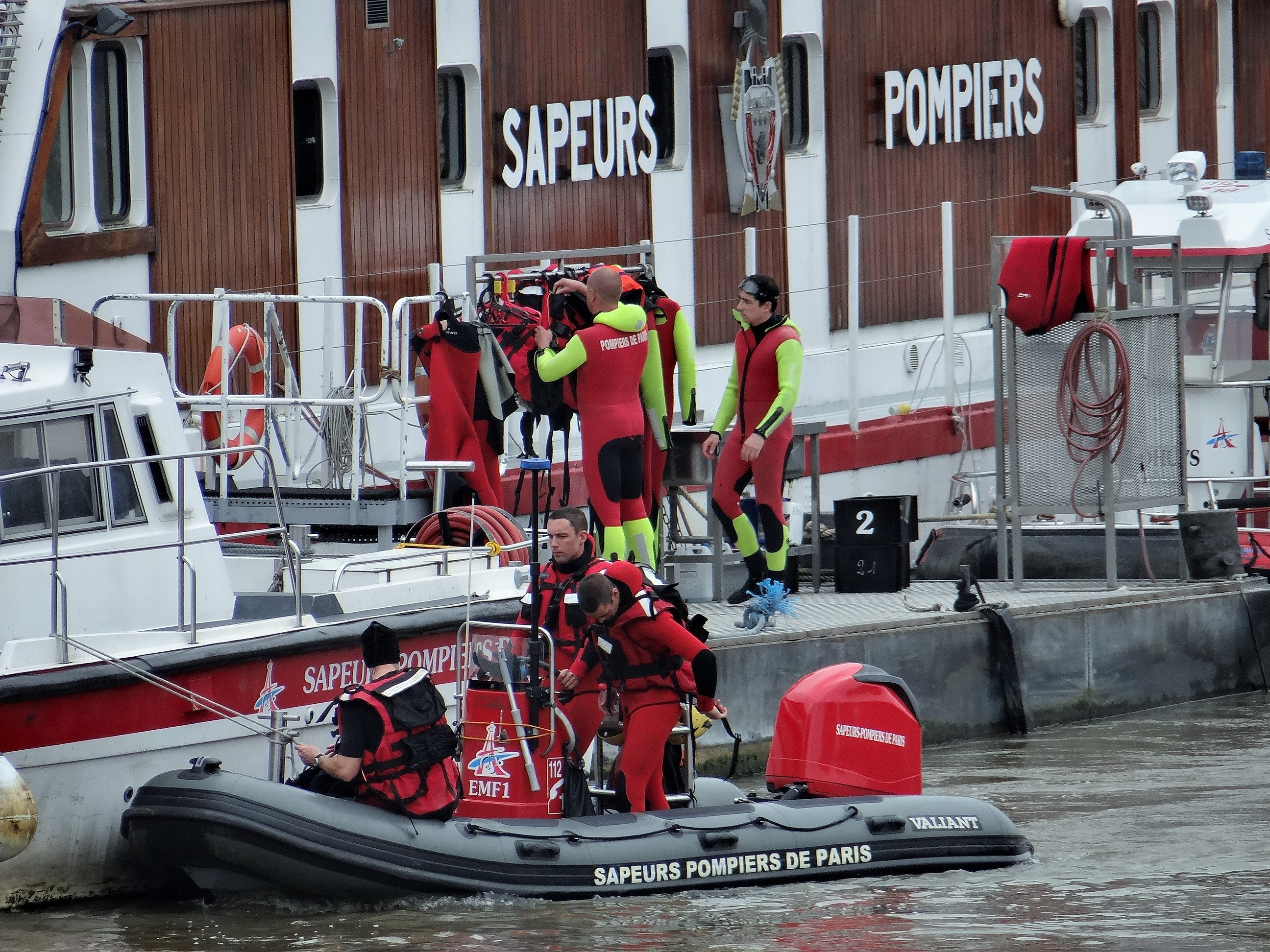
CS La Monnaie durant la crue de juin 2016

Le Centre de secours La Monnaie (appelé aussi CS La Monnaie) est une caserne des sapeurs-pompiers de Paris implantée directement sur la Seine.

## Historique
Ce centre de secours porte le nom de La Monnaie en référence au bâtiment éponyme, qui se situe en fait juste au-dessus de lui. Par extension c'est tout le quartier qui est surnommé ainsi.

## Situation
Le Centre de secours La Monnaie a la particularité notable de ne pas être un immeuble mais une péniche. Celle-ci est baptisée Commandant Beinier du nom d'un ancien officier de la brigade. Elle est amarrée au quai bas face au 11 bis quai de Conti, dans le 6e arrondissement de Paris, à la hauteur du square du Vert-Galant.
Sa situation privilégiée sur la Seine en fait la base de l'unité de secours fluvial, avec ses plongeurs et ses vedettes rapides types ESAV.